# Pia
Pia je žensko osebno ime.

## Izvor imena
Ime Pia izhaja iz latinskega imena Pij (slovensko), ki je ženska oblika imena Pius. Ime Pius izhaja iz latinskega pridevnika pius v pomenih »pobožen, dober, ljubezniv, ljub, drag«

## Različice imena
- ženska oblika imena: Pija
- moška oblika imena: Pij, Pijo

## Pogostost imena
Po podatkih Statističnega urada Republike Slovenije je bilo na dan 31. decembra 2007 v Sloveniji število ženskih oseb z imenom Pia: 1.267. Med vsemi ženskimi imeni pa je ime Pia po pogostosti uporabe uvrščeno na 165. mesto.

## Osebni praznik
V koledarju je ime Pia uvrščena k imenu Pij; god praznuje 30. aprila.

## Znane osebe
Pia Mlakar (baletna plesalka), Pia Zemljič (igralka)